# Lost in Translation
Lost in Translation és la segona pel·lícula escrita i dirigida per Sofia Coppola (després de The Virgin Suicides), filla del famós director Francis Ford Coppola. És una coproducció del Japó i els Estats Units, ambientada íntegrament al Japó, especialment a la capital, Tòquio.
Aquesta pel·lícula està subtitulada en català.

## Argument[2]
Bob Harris (Bill Murray) és un actor de mitjana edat que es troba a Tòquio per a realitzar sessions fotogràfiques publicitàries. Està casat, però el seu matrimoni ha entrat en una fase d'avorriment i ell està en una etapa de malenconia. A l'hotel on s'allotja coneix la Charlotte (Scarlett Johansson), la jove esposa d'un fotògraf que està treballant durant uns dies en altres llocs del Japó, de manera que ella es troba sola a Tòquio. Tots dos pateixen insomni i es coneixen al bar de l'hotel, entre ells s'establirà una relació de mútua comprensió, que es va estrenyent al llarg dels dies en els quals cadascun aprèn i comprèn els aspectes més personals de l'altre.

## Càsting
- Bill Murray és Bob Harris
- Scarlett Johansson és Charlotte
- Giovanni Ribisi és John, el marit de Charlotte
- Anna Faris és Kelly
- Fumihiro Hayashi és Charlie
- Akiko Takeshita és Ms. Kawasaki
- Kazuyoshi Minamimagoe és un agent de premsa
- Kazuko Shibata és un agent de premsa
- Take és un agent de premsa
- Ryuichiro Baba és la conserge
- Takashi Fujii és el presentador del programa de TV (Matthew Minami)

## Banda sonora
- "Intro/Tokyo" - – Yellow Generation
- "City Girl" – Kevin Shields
- "Fantino" – Sébastien Tellier
- "Tommib" – Squarepusher
- "Girls" – Death in Vegas
- "Goodbye" – Kevin Shields
- "Too Young" – Phoenix
- "Kaze Wo Atsumete" – Happy End
- "On the Subway" – Brian Reitzell and Roger J. Manning Jr
- "Ikebana" – Kevin Shields
- "Sometimes" – My Bloody Valentine
- "Alone in Kyoto" – Air
- "Shibuya" – Brian Reitzell and Roger J. Manning Jr
- "Are You Awake?" – Kevin Shields
- "Just Like Honey" – The Jesus and Mary Chain

L'edició japonesa del disc compta amb el Bonus track: "50 Floors Up" – Brian Reitzell and Roger J. Manning Jr

## Premis i nominacions

### Premis
- 2004: Oscar al millor guió original per Sofia Coppola
- 2004: Globus d'Or a la millor pel·lícula musical o còmica
- 2004: Globus d'Or al millor actor musical o còmic per Bill Murray
- 2004: Globus d'Or al millor guió per Sofia Coppola
- 2004: BAFTA al millor actor per Bill Murray
- 2004: BAFTA a la millor actriu per Scarlett Johansson
- 2004: BAFTA al millor muntatge per Sarah Flack
- 2005: César a la millor pel·lícula estrangera

### Nominacions
- 2004: Oscar a la millor pel·lícula
- 2004: Oscar al millor director per Sofia Coppola
- 2004: Oscar al millor actor per Bill Murray
- 2004: Globus d'Or al millor director per Sofia Coppola
- 2004: Globus d'Or a la millor actriu musical o còmica per Scarlett Johansson
- 2004: BAFTA a la millor pel·lícula
- 2004: BAFTA al millor director per Sofia Coppola
- 2004: BAFTA al millor guió original per Sofia Coppola
- 2004: BAFTA a la millor música per Kevin Shields i Brian Reitzell
- 2004: BAFTA a la millor fotografia per Lance Acord